# 腺疫
腺疫（せんえき、英:strangles）とは腺疫菌（Streptococcus equi）感染を原因とする馬の感染症。直接的な接触あるいは飼料や水を介して経気道的に感染する。下顎リンパ節の腫脹および膿様鼻汁の排泄が特徴的。鼻汁からの菌分離により確定診断を行う。治療にはペニシリンの投与が効果的であるが、通常は自然回復させる。